# Sergio Fiorentino
Pour les articles homonymes, voir Fiorentino.
Sergio Fiorentino (né le 22 décembre 1927 à Naples – mort dans la même ville le 22 août 1998) est un pianiste et enseignant italien.